# Choắt chân màng bé
Xenus cinereus là một loài chim trong họ Scolopacidae.

## Phân phối và sinh thái
Loài chim này sinh sản gần nước ở rừng taiga từ Phần Lan qua bắc Siberia đến sông Kolyma và di cư về phía nam vào mùa đông đến bờ biển nhiệt đới ở Đông Phi, Nam Á và Úc, thường thích các khu vực bùn. Chúng là một loài lang thang hiếm hoi ở Tây Âu, và đặc biệt là vào mùa thu, đôi khi nó được nhìn thấy khi đi qua Marianas khi di cư; trên Palau, ngoài tuyến đường di chuyển thông thường của nó, mặt khác nó lại không phổ biến. Gần như hàng năm và dường như ngày càng thường xuyên hơn trong thời gian gần đây, một vài con chim đi lạc đến Alaska và Aleutian và Quần đảo Pribilof. Cứ sau vài năm, những người lang thang riêng lẻ được ghi lại trong Tân nhiệt đới, nơi chúng đến hoặc là những con chim di cư từ châu Phi, hoặc là những con đường Bắc Mỹ đi theo những con sếu địa phương về phía đông trong mùa đông. Những người lang thang như vậy đã được ghi nhận ở phía nam như Argentina.
Loài chim này ăn một cách đặc biệt và rất năng động, đuổi côn trùng và con mồi di động khác, và đôi khi sau đó chạy ra mép nước để rửa con mồi bắt được.
Chúng đẻ ba hoặc bốn quả trứng trong một mảnh đất lót.